# Michael Winner
Michael Winner (Hampstead, Londres, Regne Unit, 30 d'octubre de 1935 − Kensington, Londres, 21 de gener de 2013) va ser un director de cinema anglès, realitzador de diverses pel·lícules de Charles Bronson durant les dècades dels 70 i 80.

## Trajectòria artística
Interessat pel cinema des de ben jove, Winner va realitzar curtmetratges i llargmetratges al Regne Unit des de finals dels 50. Va cridar després l'atenció de Hollywood, on va debutar al començament de la dècada de 1970. En aquesta època, va aconseguir sobretot celebritat com a director de cinema d'acció, especialment per les seves col·laboracions amb Charles Bronson. Amb aquest, va rodar el primer i tercer fulletó de la sèrie Death Wish, entre d'altres. Dins d'altres gèneres, va realitzar el film terrorífic La sentinella, l'adaptació d'Agatha Christie Cita amb la mort o la comèdia Atracament a faldilla armada.

## Filmografia
- Shoot to Kill (1960)
- Some Like It Cool (1961)
- Out of the Shadow (1961)
- Play it Cool (1962)
- The Cool Mikado (1962)
- West 11 (1963)
- The System (1964)
- You Must Be Joking! (1965)
- The Jokers (1967)
- Hannibal Brooks (1969)
- The Games (1970)
- En nom de la llei (Lawman) (1971)
- Els últims jocs prohibits (The Nightcomers) (1972)
- Chato l'apatxe (Chato's Land) (1972)
- Fredament ... sense motius personals (The Mechanic) (1972)
- Scorpio (1973)
- Amèrica violenta (The Stone Killer) (1973)
- El justicier de la ciutat / El venjador anònim (Death Wish) (1974)
- Won Ton Ton, el gos que va salvar Hollywood (Won Ton Ton, the Dog Who Saved Hollywood) (1976)
- La sentinella (The Sentinel) (1977)
- La gran dormida (The Big Sleep) (1978)
- El poder del foc (Firepower) (1979)
- El venjador anònim 2 / Jo sóc la justícia (Death Wish 2) (1982)
- The Wicked Lady (1983)
- Scream for Help (1984)
- El justicier de la nit (Death Wish 3) (1985)
- Cita amb la mort (Appointment With Death) (1988)
- Atracament a faldilla armada (Bullseye!) (1990)
- Dirty Weekend (1993)
- Parting Shots (1999)